# Polyodaspis picardi
Polyodaspis picardi är en tvåvingeart som beskrevs av Seguy 1946. Polyodaspis picardi ingår i släktet Polyodaspis och familjen fritflugor. Inga underarter finns listade i Catalogue of Life.